# Ulica Pomorska we Wrocławiu

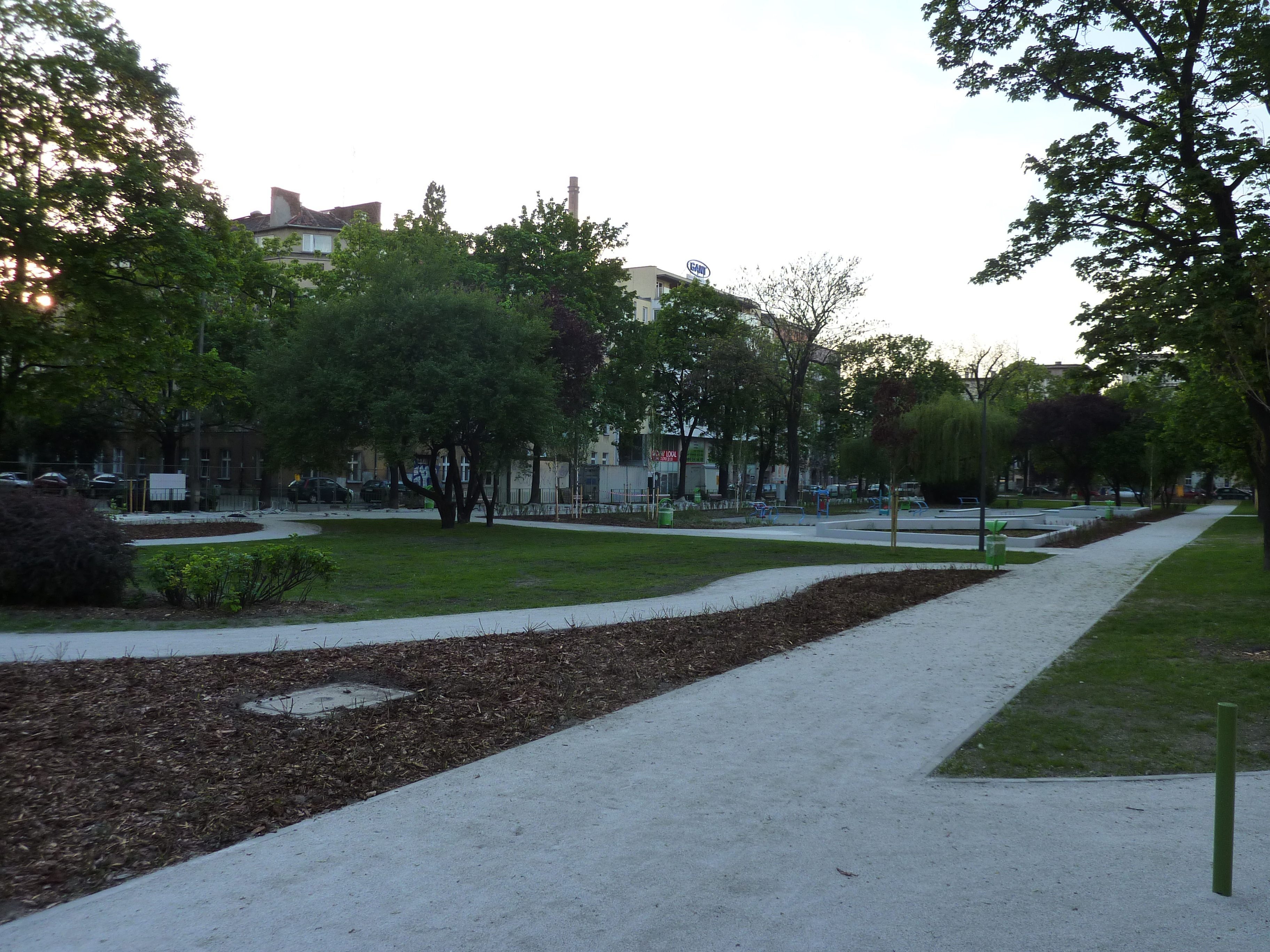
Skwer Pawła Adamowicza, pierwszy park we Wrocławiu, przy ul. Pomorskiej

Ulica Pomorska – jedna z ulic biegnących w linii północ-południe przez wrocławskie Przedmieście Odrzańskie, łączących od średniowiecza miasto (od Bramy Odrzańskiej) z drogami wylotowymi w kierunku Osobowic i Różanki oraz Żmigrodu, rozgałęziającymi się przy obecnym placu Staszica.

## Historia
Południowy odcinek dawnej trasy, bliższy Odry (w pobliżu obecnych Mostów Pomorskich, z których ten północny zbudowano dopiero w 1930 roku) w przeszłości nazywano Kuhgasse („Zaułek Krowi” albo „Bydlęca Ścieżka” ): na przeciwległym brzegu Odry znajdowała się miejska rzeźnia. Odcinek ten, widoczny na szkicowej mapie z 1728 roku, identyfikowany jest przez R. Eysymontta z przebiegiem obecnej ul. Rydygiera, znajdującej się kilkadziesiąt metrów bardziej na wschód od obecnej Pomorskiej. Na północy natomiast, w rejonie obecnej ulicy Ptasiej, trasa przebiegała przez tereny bagniste i odnogę Odry (tam znajdował się Graue Wolf Brücke – faszynowy „Most Szarego Wilka”, wzmiankowany w roku 1736) .
Zabudowa kamienicami czynszowymi pojawiła się – w oparciu o układ ukształtowany wcześniej przy ulicach Szpaczej i Sroczej – w latach 60. XIX w. Przy skrzyżowaniu obecnej ulicy Dubois z Pomorską znajdowała się w XVIII i XIX wieku znana gospoda (czy też kawiarnia) Birn Baum (pol.: „Grusza”) . W kamienicy nr 16 mieszkał podczas swoich studiów w Königliche Universität zu Breslau („Królewskim Uniwersytecie we Wrocławiu”, tj. dzisiejszym Uniwersytecie Wrocławskim) w latach 1891–1892 późniejszy profesor Uniwersytetu Jagiellońskiego, historyk literatury Ignacy Chrzanowski.
Po zachodniej stronie Pomorskiej, na terenie przekazanego miastu w 1813 prywatnego ogrodu inspektora miejskiego von Pilsacha, zniszczonego podczas oblężenia miasta w 1807 utworzono w 1816 roku pierwszy wrocławski park miejski (Wäldchen – „Lasek”), a po wschodniej – najpierw przytułek dla osób samotnych (przy północnym odcinku ulicy), a później (nieco bliżej centrum miasta) szpital św. Jerzego (po II wojnie światowej – Szpital Specjalistyczny im. Ludwika Rydygiera) .
Przy skrzyżowaniu Pomorskiej z ulicą św. Wincentego stała do roku 1892 oberża Zum polnischen Bischof („Pod Polskim Biskupem”).
Obecny przebieg ulicy Pomorskiej, ukształtowany po II wojnie światowej nie odbiega znacząco od pierwotnej trasy do Różanki z początków XIX wieku, choć początkowy (południowo-wschodni) jej odcinek początkowo biegł drogą dziś noszącą nazwę ulicy Dubois (zaś odcinek między mostami Pomorskimi a skrzyżowaniem Pomorskiej z Dubois nosił samodzielną nazwę – do 1945 r. Am Oderkronwerk, po 1945 r. ulicy Gdyńskiej). W 1951 roku nazwę ulicy Gdyńskiej zlikwidowano i znajdujące się tam posesje włączono do Pomorskiej, a południowo-wschodni odcinek Pomorskiej takim samym zabiegiem formalnym przypisano do ul. Dubois. Wtedy też biegnący wzdłuż skweru (dziś: Adamowicza) po jego zachodniej stronie odcinek ulicy Kaszubskiej (przed 1945 rokiem Am Wäldchen) zaliczono formalnie również do ulicy Pomorskiej biegnącej równolegle wzdłuż wschodniej strony skweru.